# Wentworth (fleuve)
Pour les articles homonymes, voir Wentworth.
Le fleuve Wentworth  (en anglais : Wentworth River) est un cours d'eau de la Péninsule de Coromandel, dans la région de Waikato de l’Île du Nord de la Nouvelle-Zélande.

## Géographie
Il s’écoule vers le nord-est à partir de la chaîne de Coromandel pour atteindre la région de la Bay of Plenty au niveau de la ville de Whangamata.